# Microrregión de Bragantina
La microrregión Bragantina es una de las microrregiones del estado brasileño del Pará perteneciente a la mesorregión Nordeste Paraense. Su población fue estimada en 2006 por el IBGE en 364.759 habitantes y está dividida en trece municipios. Posee un área total de 8.710,774 km².

## Municipios
- Augusto Corrêa
- Bonito
- Bragança
- Capanema
- Igarapé-Açu
- Nova Timboteua
- Peixe-Boi
- Primavera
- Quatipuru
- Santa Maria do Pará
- Santarém Novo
- São Francisco do Pará
- Tracuateua

- Datos: Q2327499